# Petra Landers

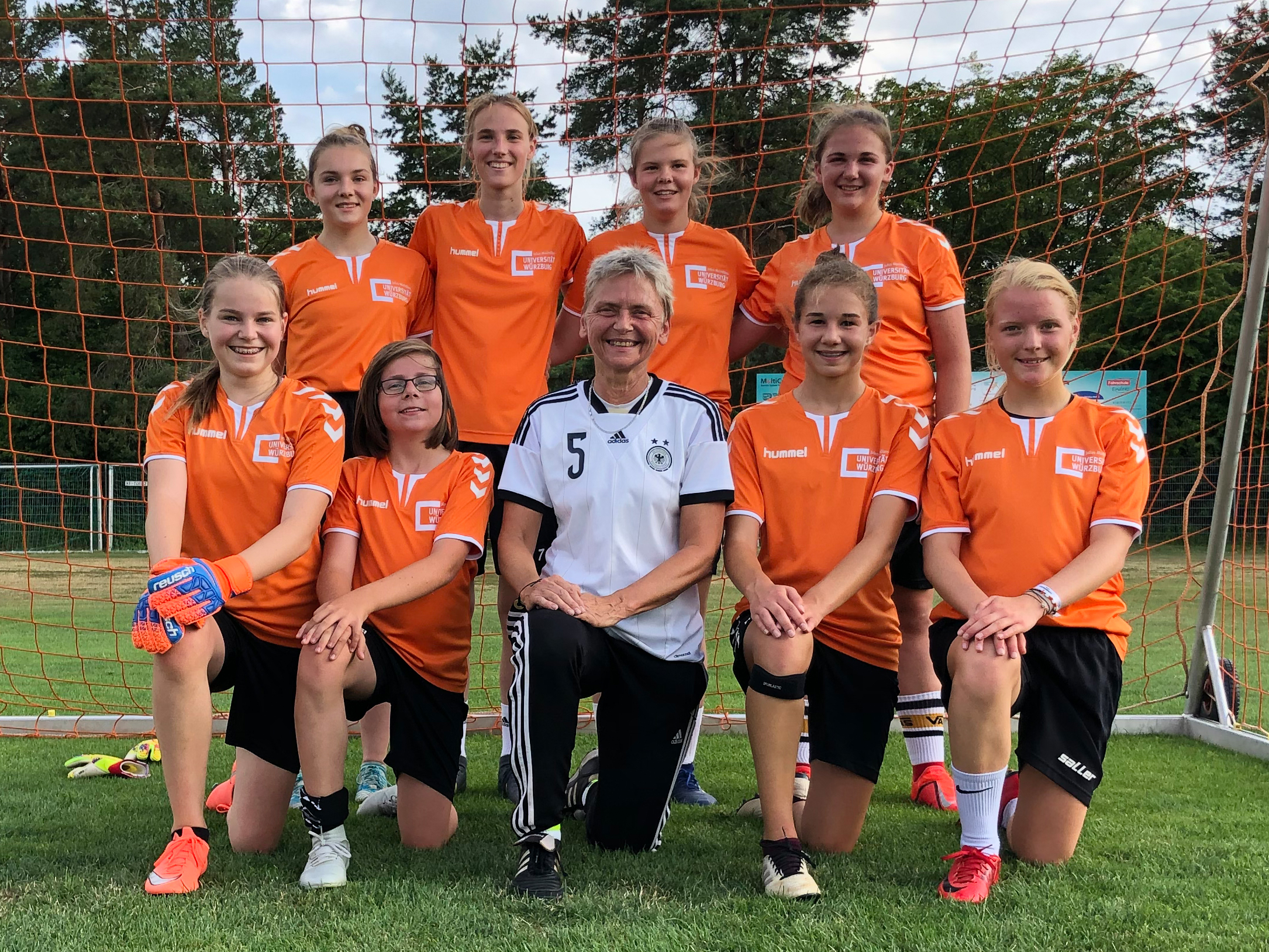
Ex-Nationalspielerin Petra Landers besucht die U17-Juniorinnen der Würzburg Dragons

Petra Landers (* 16. Januar 1962 in Bochum) ist eine deutsche Fußballerin, die bis 1991 im Profi-Fußball aktiv und Mitglied der Nationalmannschaft war.

## Karriere

### Vereine
Landers begann im Jungen-Team des FC Bochum ihre Karriere und spielte dort von 1973 bis 1975. Im Jahr 1975 wechselte sie zum TuS Harpen. Als 13-Jährige benötigte sie für die Spielberechtigung in der dortigen Frauenmannschaft eine Ausnahmegenehmigung. 1981 gründete sie im Verein ein Mädchenteam, verließ den Verein aber im gleichen Jahr und schloss sich der SSG 09 Bergisch Gladbach als Mittelfeldspielerin an, spielte fortan aber auch gelegentlich in der Abwehr. Mit der SSG gewann sie 1981 bei der inoffiziellen Weltmeisterschaft in Taiwan den Titel. Zu dieser Zeit stellte der Deutsche Fußball-Bund (DFB) noch keine Frauennationalmannschaft, so dass die Einladung des taiwanesischen Fußball-Verbandes an die amtierenden deutschen Meisterinnen ging. Sie beendete ihre aktive Karriere im hochklassigen Fußball, die wegen einer Verletzung von 1984 bis 1987 unterbrochen war, schließlich 1991 bei der SSG.

### Nationalmannschaft
Am 10. November 1982 gehörte Landers zum Kader der A-Nationalmannschaft, die ihr Auftakt-Länderspiel in Koblenz mit 5:1 gegen die Nationalmannschaft der Schweiz gewann. Sie nahm ferner trotz eines Kreuzbandrisses an der vom 28. Juni bis 2. Juli 1989 im eigenen Land ausgetragenen Europameisterschaft teil und bestritt das mit 4:3 n. V. gewonnene Halbfinalspiel gegen die Nationalmannschaft Italiens. Damit trug sie zum späteren Gewinn der Europameisterschaft bei. Als Dank bekam jede Spielerin vom Deutschen Fußball-Bund (DFB) ein Kaffee-Service. Die Spielerin gewann sieben ihrer 15 Länderspiele, spielte fünfmal Unentschieden und verlor drei Spiele. Ihr letztes Spiel in der Nationalmannschaft am 30. Mai 1991 in Kaiserslautern verlor sie mit 2:4 im Testspiel gegen die Nationalmannschaft der Vereinigten Staaten.

## Erfolge
- Europameisterin 1989
- Deutsche Meisterin 1982, 1983, 1988, 1989
- DFB-Pokal-Siegerin 1982

Außerdem wurde Petra Landers am 12. März 2019 für den Preis „Deutscher Fußball Botschafter“ in der Kategorie „Trainerin 2019“ nominiert. Zusammen mit ihr wurden Jürgen Klopp und der Trainer der mongolischen Nationalmannschaft Michael Weiß nominiert. Neben dem Gewinner Jürgen Klopp wurde sie vom Publikum zur „Gewinnerin der Herzen“ ernannt.

## Sonstiges
Auf Einladung von Petra Landers wollte die iranische Sportfotografin Maryam Majd im Juni 2011 zur Fußball-Weltmeisterschaft der Frauen nach Deutschland fliegen, um die Spielerinnen fotografisch zu begleiten und ein Buch über das Turnier herausbringen, kam dort aber nie an, da das Regime in Teheran sie festnehmen ließ.
Landers gehörte zu den teilnehmenden Fußballspielerinnen aus 20 Ländern, die – im Rahmen der Initiative „Equal Playing Field“ – für mehr Gleichstellung von Mädchen und Frauen im Sport warb und am 25. Juni 2017 unter Leitung von offiziellen FIFA-Schiedsrichterinnen im Krater des Kilimandscharo in einer Höhe von 5.729 Metern ein Fußballspiel bestritt und damit (und zugleich älteste Teilnehmerin) zu einem neuen Weltrekord bezüglich der Höhenlage beitrug.

## Ehrenamtliches Engagement
Durch den Kontakt zum Berliner Verein Discover Football e. V. entwickelte Petra Landers ihr Interesse für soziale Projekte und begann 2014 mit regelmäßigen Reisen auf eigene Kosten nach Sambia, um dort mit afrikanischen Mädchen Fußball zu spielen. Seit 2019 leitet sie den Workshop „Coaching for Coachs“ für die Organisation Streetfootballworld in Afrika.

## Privates
Petra Landers begann eine Ausbildung als Arzthelferin, die sie nach drei Monaten abbrach. Stattdessen absolvierte sie während ihrer aktiven Zeit als Fußballerin eine Ausbildung zur Kfz-Mechanikerin. Sie arbeitete später als Druckvorlagenherstellerin. Von 2003 bis 2012 besaß Petra Landers eine Druckerei in Bochum. Heute arbeitet sie in der Kindertagespflege.

## Auszeichnungen
- 2021: Ehrenring der Stadt Bochum[8]